# Oglasa chavenei
Oglasa chavenei là một loài bướm đêm trong họ Noctuidae.